# Petrocosmea
Petrocosmea är ett släkte av tvåhjärtbladiga växter. Petrocosmea ingår i familjen Gesneriaceae.

## Bildgalleri

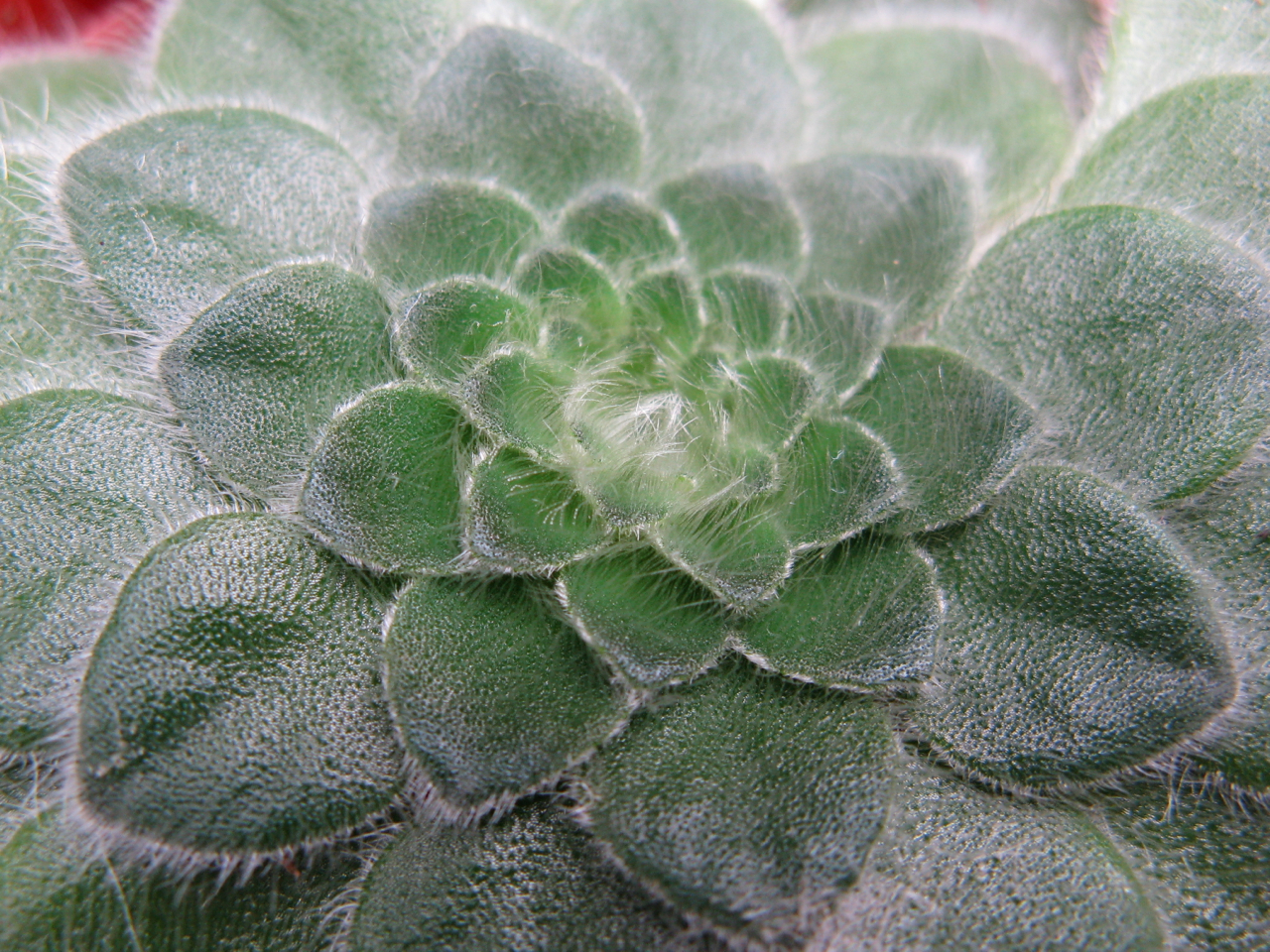

## Dottertaxa tillPetrocosmea, i alfabetisk ordning[1]
- Petrocosmea barbata
- Petrocosmea begoniifolia
- Petrocosmea cavaleriei
- Petrocosmea coerulea
- Petrocosmea condorensis
- Petrocosmea confluens
- Petrocosmea duclouxii
- Petrocosmea flaccida
- Petrocosmea formosa
- Petrocosmea forrestii
- Petrocosmea grandiflora
- Petrocosmea grandifolia
- Petrocosmea heterophylla
- Petrocosmea iodioides
- Petrocosmea kerrii
- Petrocosmea kingii
- Petrocosmea longipedicellata
- Petrocosmea mairei
- Petrocosmea martinii
- Petrocosmea menglianensis
- Petrocosmea minor
- Petrocosmea nervosa
- Petrocosmea oblata
- Petrocosmea parryorum
- Petrocosmea qinlingensis
- Petrocosmea rosettifolia
- Petrocosmea sericea
- Petrocosmea sichuanensis
- Petrocosmea sinensis
- Petrocosmea umbelliformis
- Petrocosmea xingyiensis